# جون بويغا
جون بويغا (بالإنجليزية: John Boyega)‏ مواليد 17 مارس 1992 في لندن، إنجلترا، المملكة المتحدة، هو ممثل إنجليزي معروف بتأدية دور شخصية فين في فيلم حرب النجوم: القوة تنهض، بدأ مسيرته الفنية عام 2011. كما أنه من الفائزين بجائزة بافتا حيث فاز بجائزة النجم الصاعد عن دوره في فيلم حرب النجوم: القوة تنهض.

## النشأة
ولد في بيكهام بجنوب لندن، لوالدين نيجيريين هما أبيجيل وسامسون. أول دور له كان دور فهد في إحدى مسرحيات مدرسته الابتدائية.

## الأعمال

### أفلام
- حرب النجوم: القوة تنهض

### تلفاز
- ساترداي نايت لايف

### مسرحيات
- عطيل

## وصلات خارجية
- جون بويغا على موقع IMDb (الإنجليزية)
- جون بويغا على موقع مونزينجر (الألمانية)
- جون بويغا على موقع ألو سيني (الفرنسية)
- جون بويغا على موقع أول موفي (الإنجليزية)
- جون بويغا على موقع بوكس أوفيس موجو (الإنجليزية)
- جون بويغا على موقع قاعدة بيانات الأفلام السويدية (السويدية)
- جون بويغا على موقع قاعدة بيانات الفيلم (الإنجليزية)
- جون بويغا على موقع كينوبويسك (الروسية)